# کامیشینکا
کامیشینکا (انگلیسی: Kamyshinka) یک شهرک در شهرستان بیرسکی باشقیرستان کشور روسیه است.